# Macracantha
Macracantha is een geslacht van spinnen uit de familie van de wielwebspinnen (Araneidae).

## Soorten
- Macracantha arcuata Fabricius, 1793
- Macracantha hasseltii (C.L. Koch, 1837)